# Desmodium barbatum
Desmodium barbatum är en ärtväxtart som först beskrevs av Carl von Linné, och fick sitt nu gällande namn av George Bentham. Desmodium barbatum ingår i släktet Desmodium och familjen ärtväxter. IUCN kategoriserar arten globalt som livskraftig.

## Underarter
Arten delas in i följande underarter:
- D. b. saulierei
- D. b. barbatum
- D. b. dimorphum
- D. b. procumbens
- D. b. venustulum